# Балбаров, Цырен Аюржанаевич
Цырен Аюржанаевич Балбаров (1919―1988) ― советский бурятский театральный деятель, заслуженный деятель искусств Бурятской АССР, Заслуженный работник культуры РСФСР (1973), директор Бурятского театра драмы имени Х. Н. Намсараева (1952—1988)

## Биография
Родился 21 октября 1919 года в улусе Барун-Хасурта (на территории современного Хоринского района Бурятии). В 1938 году окончил Хоринскую среднюю школу.
В 1938 году призван в ряды Красной Армии. Участник Великой Отечественной войны. Прошел боевой путь от младшего лейтенанта до капитана в составе 382-го отдельного истребительно-противотанкового дивизиона 374-й стрелковой Любанской Краснознаменной дивизии. Воевал на Калининском, Волховском и Ленинградских фронтах. Награжден орденом Великой Отечественной войны 2-й степени, медалями «За отвагу», «За оборону Ленинграда». В 1944 году направлен на учебу в Казахстан, где он окончил Алма-Атинское пехотное училище. В 1947 году демобилизован из армии в звании капитана. После кратковременного пребывания на родине, вернулся в Казахстан.
Там работал начальником отдела кадров в комитете по делам искусств Казахстана. В 1949 году направлен на учебу на высшие театральные курсы руководящих работников искусства при Ленинградском театральном институте имени А. Н. Островского (ныне ЛГИТМиК). После окончания которого в 1950 году был направлен на работу заместителем директора казахского академического театра драмы имени М. Ауэзова.
В 1952 году вернулся в Улан-Удэ, где был назначен на должность директора Бурятского передвижного театра драмы. Благодаря энергии и настойчивости Балбарова и главного режиссера Цырена Шагжина, в театр постепенно стали возвращаться актеры (В. Халматов, Н. Гендунова, А. Ильин, Д. Чимитова и др). По приглашению директора в театр пришли талантливые артисты из самодеятельных коллективов и народных театров: Б-М. Пурбуев, Цыремжэ Уладаева, Виктор Самандуев (1950-е), Жан Балданов (1970-е г.).
В 1953 году, по инициативе Балбарова, был произведен отбор талантливой молодежи в первую бурятскую актерскую студию для учебы в Ленинградском институте театра, музыки и кинематографии (ЛГИТМиК).
Цырен Балбаров постоянно выезжал в районы Бурятии в поисках талантливой молодежи для работы в своем театре. За годы руководства театром Ц. А. Балбаровым пришли на сцену три выпуска (1959, 1969, 1988 гг) Ленинградского института театра, музыки и кинематографии; два — Дальневосточного института искусств (1975 и 1981 гг).
Большое влияние Балбаров оказал на репертуар театра. До него в театре ставили на бурятском языке пьесы зарубежной и русской классики. При нем театр начал ставить спектакли, отражающий жизнь народа Бурятии.
Балбаров собрал при театре группу одаренных драматургов. С театром начали тесно сотрудничать Даши-Рабдан Батожабай, Николай Дамдинов, Цырен Шагжин, Б-М. Пурбуев, Д. Дылгыров, Африкан Бальбуров, Ц. Галанов, Ардан Ангархаев, Ш-Н. Цыденжапов, Р. Бадмаев, Б. Эрдынеев, Д. Эрдынеев, М. Батоин, С. Лобозерова, Геннадий Башкуев.
Установил прочные творческие и дружеские связи между бурятским и монгольским драматическими театрами имени Д. Нацагдоржа. В 1965 году состоялись успешные гастрольные выступления театра в Монголии со спектаклями «Песня весны», «Любовь Яровая» К. Тренева, «Укрощение строптивой» В. Шекспира и «Семья Базара» В. Халматова.
В 1971 году принял участие в организации в Улан-Удэ фестиваля монгольской драматургии. На сцене театра им. Х. Намсараева были показаны три спектакля по пьесам монгольских драматургов: комедия Ч. Ойдоба «Далан худалч» («Семьдесят небылиц»), пьеса Ч. Лодойдамбы «Гарай табан хурган» («Пять пальцев руки»).
В 1983 году были проведены с большим успехом последние гастроли театра под руководством Балбарова в Калмыкию, Ленинград.
В 1977 году Бурятский драмтеатр был удостоен звания «Академический», в 1982 году награжден Орденом Трудового Знамени. В 1982 году театр получил новое здание, в котором находится по сей день. Во всём этом есть огромный вклад Цырена Балбарова.
Умер 25 июля 1988 года в Улан-Удэ.

## Награды и звания
- Орден Великой Отечественной войны 2-й степени
- Орден Дружбы народов
- Медаль «За трудовое отличие» (24.12.1959)
- Медаль «За отвагу»
- Медаль «За оборону Ленинграда»
- Заслуженный работник культуры РСФСР (1972)
- Заслуженный деятель искусств Бурятской АССР

## Память
- В.Д. Бубеева написала книгу о нем под названием «Дело всей жизни или генерал в искусстве»
- Цырену Балбарову посвящен документальный фильм «Генерал в искусстве»[4]
- В сёлах  Баруун—Хасуурта и Хоринск его именем названы улицы
- На доме, где он жил в Улан-Удэ, висит мемориальная доска